# Araneus leones
Araneus leones är en spindelart som beskrevs av Levi 1991. Araneus leones ingår i släktet Araneus och familjen hjulspindlar. Inga underarter finns listade i Catalogue of Life.